# Sever Burada

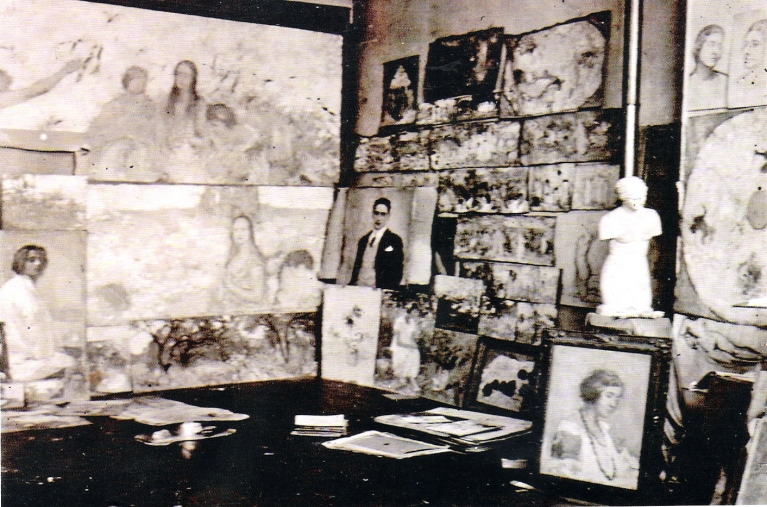
Atelierul lui Sever Burada de pe strada Émile-Allez

Sever Burada (născut Burădescu) (n. 14 ianuarie 1896, Craiova – d. 3 septembrie 1968, București) a fost un pictor român interbelic de origine aromână. A fost comandant al lagărului de concentrare de la Vapnearka.

## Biografie
Studii la Liceul Carol I din Craiova, fiind elevul pictorului Ioan Stăncescu Giovanni și al sculptorului Ion Dumitriu-Bârlad. Pe când era încă elev, a fost admis la Expoziția pictorilor craioveni (1914). A urmat Școala de Belle-Arte din București, unde a avut profesor de pictură pe George Demetrescu Mirea și Jean Al. Steriadi (1915-1919). După absolvire, a participat la concursul pentru bursa Nicolae Grigorescu. S-a clasat primul, fapt ce i-a permis să-și continue studiile, timp de încă cinci ani, la Paris. Aici a urmat cursurile de la École Nationale de Beaux-Arts, unde a studiat cu celebrii profesori François Flamang, E. Bérnard, Ferdinand Cormon, Lucien Simon și a fost distins, în mai multe rânduri, cu medalii și mențiuni. A urmat și cursurile Școlii Române din Franța, de la Fontenay aux Roses.
A expus la Salonul oficial al artiștilor francezi (1922-1925). La Expoziția Interaliantă expune o lucrare care a fost achiziționată de statul francez (1923). În 1926 s-a înapoiat în patrie.
La Craiova deschide prima expoziție personală (1924). Alte expoziții personale: 1926, București (sala Ateneului Român) și Craiova; 1928, 1931, 1935 (la Ateneul Român) și 1937 (la Sala Dalles) din București.
A participat la Saloanele oficiale ale vremii, la Expozițiile Cercului artistic oltean, la Saloanele de Toamnă, la Expoziția nudului, la expozițiile Tinerimii artistice etc.
Cele mai importante tablouri ale sale: Deșteptarea primăverii, Profil de fată, Cu gânduri bune, Autoportret (expus la Salonul oficial al artiștilor francezi, din 1932), Nud blond - se disting printr-un desen corect, sensibil și fin.
În timpul celui de-al doilea război mondial, a fost comandant al lagărului de concentrare de la Vapnearka (pe atunci Transnistria). Pentru acest fapt a fost condamnat la moarte, pedeapsa fiind apoi comutată în închisoare pe viață. Deși ultimii ani ai vieții i-a trăit în libertate, nu a mai creat lucrări de valoare artistică deosebită.

## Colecții

### Private
- Colecția Anghel Ciobanu[3]
- Colecția Anton Coș[4]
- Colecția Dragoș Mușateșcu[5]
- Colecția Tudor Octavian[6]
- Colecția Pavel Șușară[7]

### Muzeu
- Muzeul Memorial "Nicolae Iorga", Vălenii de Munte
- Muzeul de Artă Constanța
- Muzeul Național Cotroceni, București
- Muzeul Municipal București în Palatul Sutu
- Muzeul Memorial Alexandru Bellu, Urlați

## Monografie
- Tudor Octavian: Viata și opera pictorului Sever Burada., Pro Editura și Tipografie, București 2010